# Ferdinand Koch (Musiker)

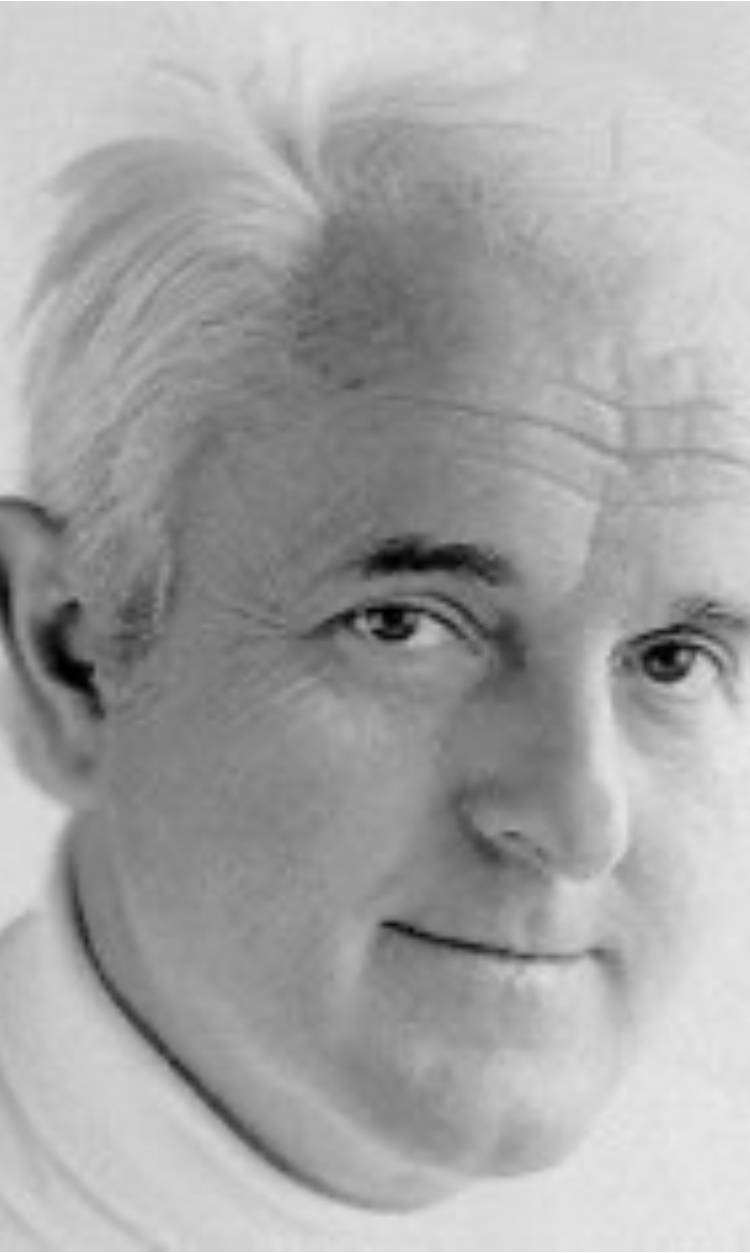
Ferdinand Koch

Ferdinand Koch (* 29. Mai 1927 in Coesfeld ; † 22. August 1990 in Rüthen) war ein deutscher Tenor und Musikpädagoge. Er ist Vater des Baritons Julian Koch.

## Leben
Nach dem „Notabitur“ und dem Einzug als sechzehnjähriger Flakhelfer in den letzten Kriegsjahren studierte er Gesang sowie Geografie in Münster und Köln. Parallel und im Anschluss wirkte er als Solo-Tenor europaweit bei Aufführungen, Radio- und Schallplattenaufnahmen mit. Neben Einspielungen verschiedener Bach-Kantaten mit Max Thurn und Hans Heintze erlangten insbesondere Aufnahmen unter der Leitung von Jascha Horenstein (Franz Liszt: Faustsinfonie) und Günter Wand (Ludwig van Beethoven: 9. Sinfonie) größere Bekanntheit und wurden später mehrfach neu herausgebracht. Bei der letztgenannten Aufnahme bildete Koch ein Solisten-Quartett mit Theresa Stich-Randall (Sopran), Lore Fischer (Alt) und Rudolf Watzke (Bass).
Als Musikpädagoge wirkte er insbesondere am Friedrich-Spee-Gymnasium Rüthen und verantwortete maßgeblich den Aufbau des bis heute starken Musikzweigs. Am 4. Oktober 1963 gründete er den Kammerchor Rüthen, den er in den Folgejahren zu überregionaler Bekanntheit führte.

## Diskografie (Auswahl)
- Franz Liszt: Faustsinfonie (Dirigent: Jascha Horenstein, 1957)
- Ludwig van Beethoven: Sinfonie Nr. 9 (Dirigent: Günter Wand, 1955)
- Johann Sebastian Bach: Kantate BWV 146 (Dirigent: Hans Heintze)
- Johann Sebastian Bach: Kantate BWV 2 (1960, NDR-Archiv-Nr.: U0-07963), Kantate BWV 6 (NDR 1959, Archiv-Nr.: U0-05357), Kantate BWV 9 (NDR 1958, Archiv-Nr.: U0-03916), Kantate BWV 37 (NDR 1958, Archiv-Nr.: U0-03675),  Kantate BWV 41 (NDR 1959, Archiv-Nr.: U0-06477), Kantate BWV 46 (NDR 1958, Archiv-Nr.: U0-04073), Kantate BWV 60 (NDR 1958, Archiv-Nr.: U0-04512), Kantate BWV 143 (Dirigent: Max Thurn)